# Kempapura, Bangarapet
Kempapura là một làng thuộc tehsil Bangarapet, huyện Kolar, bang Karnataka, Ấn Độ.